# David Klatzmann
Pour les articles homonymes, voir Klatzmann.
David Klatzmann est un chercheur sur les maladies auto-immunes. Il a notamment travaillé avec Luc Montagnier avec lequel il a co-découvert le virus de l’immunodéficience humaine.

## Sources